# Idioma gola
Gola es una antigua lengua atlántica de Liberia y Sierra Leona. No está estrechamente relacionado con otros idiomas y parece formar su propia rama de la familia de lenguas Níger-Congo.  Sin embargo, Ethnologue enlista a Gola como parte de las lenguas mel.

## Distribución
Según Ethnologue, Gola se habla en vastas regiones de Liberia. Se habla en el condado de Gbarpolu, el condado de Grand Cape Mount y el condado de Lofa (entre el río Mano y el río Saint Paul ), así como en las zonas del interior del condado de Bomi y el condado de Montserrado.
Los dialectos derivados de esta son el Deng (Todii), el Kongba y el Senje. 